# (214) Ашера
(214) Ашера (лат. Aschera) — небольшой астероид главного пояса астероидов, принадлежащий к редкому спектральному классу E, вследствие чего его поверхность отражает более половины падающего на неё света, для сравнения: альбедо поверхности Луны составляет 0,12, что в 4 раза меньше. Движется по почти круговой орбите. Был обнаружен 29 февраля 1880 года австрийским астрономом Иоганном Пализой в обсерватории города Пула в Хорватии и назван в честь Ашеры, западносемитской богини плодородия.

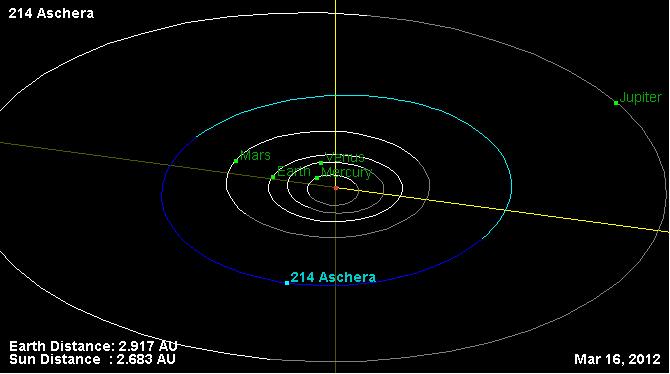
Орбита астероида Ашера и его положение в Солнечной системе